# Acido rosmarinico
L'acido rosmarinico è un acido polifenolico, correlato alla struttura dell'acido caffeico.
Per la prima volta è stato isolato dal Rosmarinus officinalis L. nel 1958 da Scarpati e Oriente, successivamente è stato identificato in piante della famiglia delle Lamiaceae e nella sottofamiglia delle Nepetoideae (appartenente alla famiglia delle Boraginaceae).

## Chimica
L'acido rosmarinico è considerato l'estere tra l'acido caffeico e il gruppo alcolico in posizione α dell'acido 3,4-diidrossifenil lattico. 

### Solubilità
L'acido rosmarinico è molto lipofilo e per questo la sua solubilità in acqua è limitata; risulta invece molto solubile in solventi organici.

### Sintesi
La molecola di acido rosmarinico, diversamente da quanto riportato spesso in letteratura, non si forma dall'unione di due molecole di acido caffeico ma deriva dai due amminoacidi aromatici tirosina e fenilalanina. Quest'ultima segue la via dei fenilpropanoidi mediante tre passaggi catalizzati in successione dai seguenti enzimiː la fenilalanina ammoniaca liasi (PAL), l'acido cinnamico 4-idrossilasi (C4H) e l'acido 4-cumarico CoA-ligasi (4CL) che trasformano la fenilalanina in 4-cumaroil-CoA. La L-tirosina invece è trasformata in 4-idrossi fenilpiruvato (pHPP) dalla tirosina ammino-transferasi (TAT) dipendente dal piridossalfosfato. Il pHPP è poi ridotto dalla 4-idrossifenilpiruvato reduttasi (HPPR) a D-4-idrossifenilattato (pHPL) utilizzando NADH.
A questo punto interviene l'acido rosmarinico sintasi (RAS), cioè una idrossicinnamoil transferasi, che si occupa di trasferire la frazione 4-coumaroil dal 4-cumaroil-CoA al gruppo OH alifatico di pHPL, rilasciando CoA, e ottenendo 4-cumaroil-4'-idrossifenilattato (pC-pHPL). Le ultime fasi biosintetiche prevedono l'introduzione di gruppi OH nelle posizioni 3 e 3' della molecola, arrivando quindi al prodotto finale che è l'acido rosmarinico.

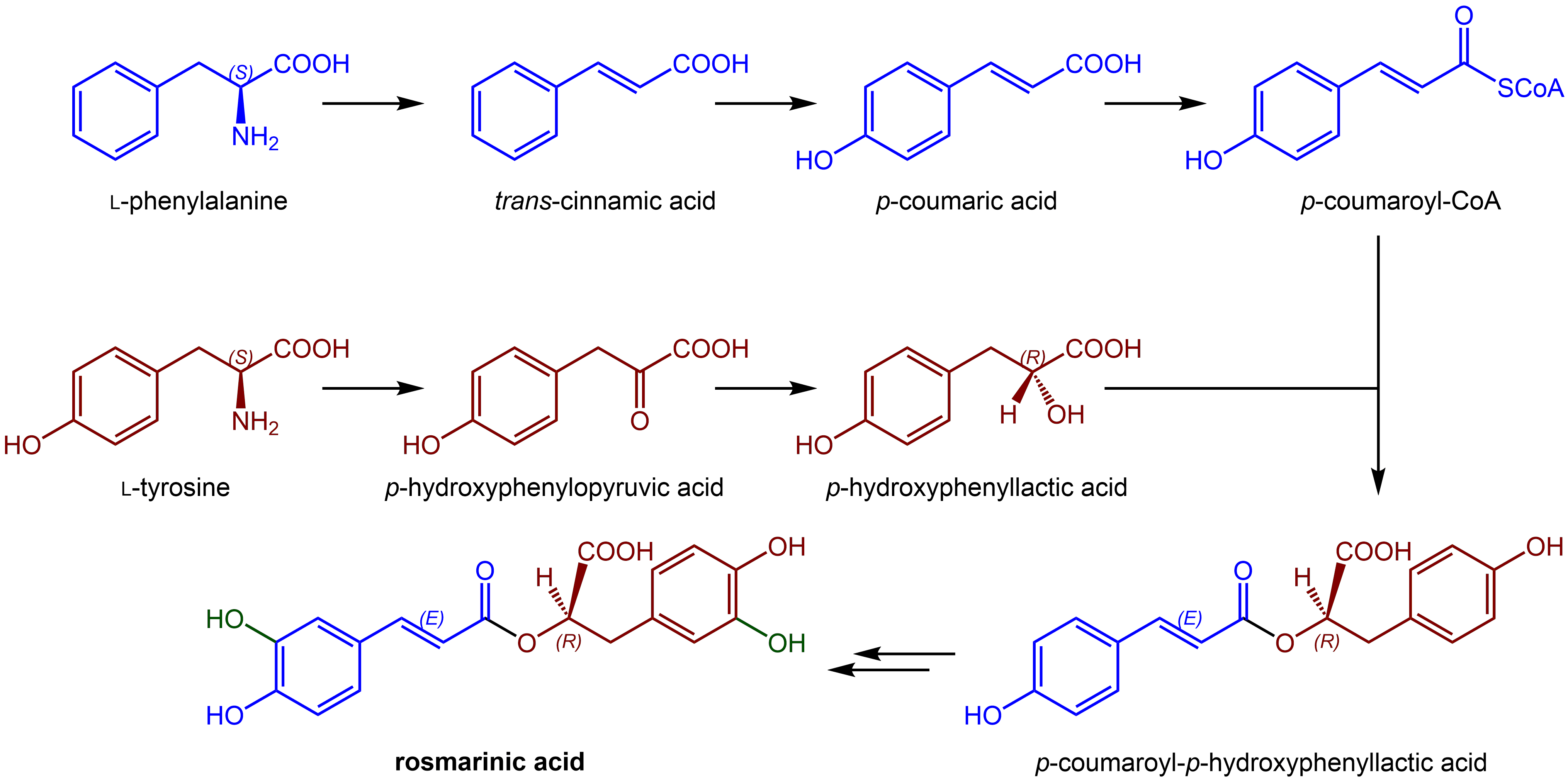
Biosintesi dell'acido rosmarinico

### Derivati
Tra i derivati di questa molecola ci sono tantissimi composti che contengono una o più molecole di acido rosmarinico e altre frazioni aromatiche, tra i più importanti ci sono l'acido litospermico, formato dall'unione di acido rosmarinico e acido caffeico, e l'acido litospermico B, dimero dell'acido rosmarinico.

### Trasporto
L'acido rosmarinico, dopo la sua sintesi, viene immagazzinato in vacuoli intracellulari presenti nelle cellule delle piante.

## Distribuzione nelle piante

### Espressione degli enzimi[5]
Nel regno delle piante ci sono tantissime famiglie che esprimono i geni per gli enzimi necessari alla sintesi dell'acido rosmarinico, ad esempio l'enzima PAL, comunque necessario ad altre vie metaboliche, che si trova nelle Lamiaceae e tra queste è stato identificato in Salvia miltiorrhiza, Perilla frutescens, Melissa officinalis, Agastache rugosa. Di interesse anche la sua presenza nella famiglia delle Boraginaceae, ad esempio nelle specie Arnebia euchroma e Lithospermum erythrorhizon. 
L'enzima C4H è abbondante nelle Lamiaceae ed è stato identificato in Agastache rugosa e Salvia miltiorrhiza; così come in Arnebia euchroma e Lithospermum erythrorhizon (entrambe della famiglia delle Boraginaceae).
Il gene dell'acido 4-cumarico CoA-ligasi è espresso nella Salvia miltiorrhiza, Melissa officinalis, Agastache rugosa (famiglia delle Lamiaceae), nella Arnebia euchroma e Lithospermum erythrorhizon (appartenenti alla famiglia delle Boraginaceae).
Gli enzimi TAT e HPPR sono espressi anche in altre due specie della famiglia delle Laminaceaeː Perilla frutescens e Coleus blumei, ma lo si ritrova anche, così come tutti gli altri enzimi della via, nella Salvia miltiorrhiza.
L'enzima RAS è presente nella famiglia Laminaceae, in particolare nelle specie Coleus blumei, Melissa officinalis, Lavandula angustifolia e Salvia miltiorrhiza.

### Presenza nel regno delle Piante[5]
L'acido rosmarinico è stato rilevato in diverse quantità in moltissime famiglie botaniche di seguito elencate.
- Anthocerotaceae
- Blechnaceae
- Dennstaedtiaceae
- Chloranthaceae

Tra le monocotiledoni troviamo:
- Araceae
- Potamogetonaceae
- Zosteraceae
- Melianthaceae
- Iridaceae
- Poaceae
- Cyperaceae
- Cannaceae
- Marantaceae

Le famiglie di piante eudicotiledoni che presentano l'acido rosmarinico sonoː
- Crassulaceae
- Celastraceae
- Fabaceae
- Rosaceae
- Moraceae
- Cucurbitaceae
- Onagraceae
- Myrtaceae
- Sapindaceae
- Malvaceae
- Brassicaceae
- Portulacaceae
- Amaranthaceae
- Polygonaceae
- Rubiaceae
- Lamiaceae (di cui fanno parte rosmarino, salvia, maggiorana, origano, timo, menta piperita e melissa)[7]
- Plantaginaceae
- Acanthaceae
- Scrophulariaceae
- Linderniaceae
- Solanaceae
- Boraginaceae
- Asteraceae
- Apiaceae
- Araliaceae
- Dipsacaceae

## Assorbimento, metabolismo ed escrezione
In uno studio clinico randomizzato, in aperto, con somministrazione di una singola dose di acido rosmarinico si è osservato che non ci sono differenze tra i due sessi nella farmacocinetica mentre l'escrezione urinaria risultò intorno al 20-25%. In un altro studio clinico, cross-over, si è evidenziato che la concentrazione massima plasmatica si ottiene dopo circa trenta minuti con un aumento contemporaneo di un metabolita metilato che raggiunge il picco dopo due ore. Si è inoltre osservato che il 75% dei metaboliti vengono escreti con le urine in circa sei ore. Questi dati indicano che l'acido rosmarinico è rapidamente assorbito. Successivamente, si ha la formazione di derivati di coniugazione e metilazione che poi sono eliminati mediante escrezione urinaria.

## Attività biologiche
L'acido rosmarinico attualmente non ha utilizzi farmacologici, tuttavia sono state suggerite molteplici attività perlopiù non confermate da adeguati studi clinici. L'acido rosmarinico è un acido polifenolico e come la maggior parte dei composti fenolici è considerato un antiossidante. Si è inoltre evidenziato un possibile utilizzo come antimicrobico, antielmitico, coccidiostatico, dimostrando anche proprietà antiinfiammatorie. Viene considerato uno stimolante del sistema endocrino e immunitario. Inoltre, stimola la secrezione degli enzimi digestivi e aumenta la motilità intestinale. Per quanto riguarda l'attività spermatica potrebbe aumentare la crescita e la produzione degli spermatozoi. È considerato anche un potenziale antiallergico e antidiabetico. Sono state anche suggerite attività antiangiogenica, antitumorale e neuroprotettiva.

### Effetto antimicrobico
L'attività antimicrobica di diversi estratti vegetali con diverse concentrazioni di acido rosmarinico è stata studiata evidenziando che estratti etanolici (al 5% di acido rosmarinico) hanno un'azione contro i Gram positivi e negativi, mentre quelli acquosi (al 15% di acido rosmarinico) presentano attività antimicrobiche modeste. Un altro studio ha dimostrato la capacità dell'acido rosmarinico di abbassare la carica virale e di inibire la crescita fungina. Viene anche dimostrata in vitro l'inibizione della formazione del biofilm dovuta al quorum sensing. Inoltre, si è osservato che l'acido rosmarinico può agire in sinergismo con alcuni antibiotici, come ad esempio la vancomicina, nel trattamento delle infezioni da Staphilococcus aureus resistente (MRSA).

### Effetti immunomodulatori
Si suggerisce che l'acido rosmarinico, come anche altri polifenoli, possa modulare il sistema immunitario; a tale proposto, alcuni studi stanno cercando di valutare la sua utilità nel trattamento di alcune patologie autoimmuni. In particolare, si è visto che è in grado di aumentare alcuni indici immunitari, come l'attività fagocitica, e alcuni parametri biochimici ematici quali la conta dei trigliceridi, del colesterolo e delle lipoproteine a bassa e alta densità. Si è inoltre osservato che aumenta l'interleuchina IL-10 e diminuisce alcuni fattori pro-infiammatori.

### Effetti antiinfiammatori e analgesici
L'effetto antiinfiammatorio principalmente è stato studiato sull'infiammazione indotta da Propioni bacterium acnes; in vitro si è osservato la soppressione delle citochine pro-infiammatorie (IL-8, IL-1β e fattore di necrosi tumorale TNF-α) nella linea cellulare THP-1 monocitica. Inoltre, in vitro si è evidenziato l'attenuazione dell'infiammazione indotta sperimentalmente in un modello murino grazie alla soppressione del fattore nucleare kappa-B (NF-κB) e del recettore Toll-like-2 (TLR-2). Questo dato è stato anche confermato in un altro studio in cui si è osservato la diminuzione della concentrazione di interferone γ, IL-6, IL-12 e TNF-α in animali infetti. È stato anche evidenziato un effetto antiallergico mediato dalla soppressione dell'attività infiammatoria con la diminuzione di IgE e COX-2.
Per quanto riguarda l'effetto analgesico quest'ultimo è stato evidenziato in un modello sperimentale di dolore neuropatico del nervo sciatico. 

### Effetto antitumorale
L'acido rosmarinico, per via dei suoi effetti antiossidanti, è proposto nella prevenzione e nel trattamento di numerose malattie. Dati preliminari suggeriscono che possa inibire lo sviluppo di tumori in molti organi come il colon, il fegato, lo stomaco e la mammella. In particolare, si è osservato in modelli sperimentali che l'acido rosmarinico inibisce AP-1, proteina responsabile dell'attivazione di COX-2, i livelli di espressione della proteina p65 e la proliferazione mediata da NF-κB.

### Antiossidante
Secondo uno studio in vitro effettuato nel 2015 l'acido rosmarinico presenta attività antiossidante, dimostrato da test quali il DPPH assay e il test dell'ossidazione del modello di liposoma di fosfotidilcolina di soia, e si è rilevato anche un effetto sinergico con l'α-tocoferolo. In diversi studi in vitro è stato osservato che l'acido rosmarinico contrasta l'azione dei ROS, in quanto è in grado di eliminare il radicale DPPH libero mediante la donazione di elettroniː azione simile a quella di acido caffeico e quercetina. In altri studi effettuati da J.H.Chen e C.Ho, l'acido rosmarinico esplica una elevata attività antiossidante, soprattutto come scavenger dei radicali, con un meccanismo di HAT (Hydrogen Atom Transfer) perché l'aggiunta del composto nello strutto ha allungato significativamente il tempo di induzione dell'ossidazione lipidica, oltretutto, sempre col il test del DPPH, l'acido rosmarinico ha dimostrato una fortissima attività antiossidante. Si è anche evidenziato che l'acido rosmarinico aumenta, nelle cellule stellate epatiche (HSCs), la sintesi di GSH e, partecipando all'inibizione dell'attività di MMP-2 dipendente da NF-κB, aumenta anche l'espressione del glutammato cisteina ligasi. La somministrazione, in ratti albini, maschi, adulti, di licopene e acido rosmarinico ha ridotto l'azoto ureico nel sangue, la malondialdeide renale (MDA), l'espressione della proteina proapoptotica (Bax), livelli inducibili di ossido nitrico sintasi (iNOS) e proteina marcatore autofagico (LC3/B) indotti dalla gentamicina. Questa combinazione ha anche aumentato la SOD ridotta, l'espressione della proteina antiapoptotica (Bcl2) e i livelli di GPx e GSH, oltretutto ha migliorato i cambiamenti istopatologici indotti dalla gentamicina. L'acido rosmarinico ha prevenuto lo stress ossidativo nelle cellule gliali C6 aumentando la vitalità cellulare e inibendo la perossidazione lipidica, ha ridotto l'espressione di COX-2 e iNOS indotta da H2O2. Inoltre ha aumentato l'espressione e l'attività di CAT, SOD, eme ossigenasi-1 (HO-1) e del fattore di trascrizione Nrf2.

### Effetto antidiabetico
Alcuni studi hanno evidenziato un'azione inibitoria dell'acido rosmarinico nei confronti dell'amilasi pancreatica, l'enzima che porta alla liberazione di glucosio dall'amido. Questa inibizione può essere utile per abbassare l'iperglicemia.
Uno studio del 2014 suggerisce che l'acido rosmarinico può essere utile nel trattamento del danno neuropatico nei ratti diabetici. L'acido rosmarinico inoltre potrebbe ridurre l'ipertrofia glomerulare, la perdita glomerulare, l'ulosclerosi glomerulare e anche la creatinina sierica e i livelli di urea nei ratti con diabete. Inoltre, studi sperimentali hanno evidenziato come l'acido rosmarinico possa diminuire l'iperglicemia e migliorare la sensibilità all'insulina grazie a un aumento dei trasportatori GLUT-4 e a un controllo della presenza di SGLT1 nella membrana dell'orletto a spazzola intestinale, mitigando l'assorbimento intestinale del glucosio.

### Effetto neuroprotettivo e anti-Alzheimer
Alla sua azione antiossidante è legato l'effetto neuroprotettivo, soprattutto per quanto riguarda le malattie neurodegenerative come la malattia di Alzheimer. Numerosi studi hanno evidenziato come l'acido rosmarinico sia antiossidante e inibisca l'apoptosi delle cellule dovuta allo stress ossidativo indotto dal perossido di idrogeno e, inoltre, stimoli l'azione dell'emeossigenasi 1. Un ulteriore studio ha indagato l'effetto della somministrazione nei ratti di acido rosmarinico alla dose di 1, 2, 4 e 8 mg/kg sul comportamento valutando anche il suo impatto genotossico sul tessuto cerebrale. Si è osservato che alla dose di 8 mg/kg l'acido rosmarinico aumenta la motivazione e la locomozione dei ratti, mentre livelli più bassi hanno prodotto un'azione ansiolitica senza alcuna alterazione del movimennto o danni al DNA.
Per quanto riguarda la malattia di Alzheimer è stato evidenziato che l'acido rosmarinico, per via della sua azione antiossidante, potrebbe ridurre la produzione di nitriti indotti da beta-amiloide e malondialdeide suggerendo un effetto benefico, anche considerando che nell'Alzheimer i peptidi beta-amiloidi si depositano nel sistema nervoso centrale portando alla produzione di radicali liberi che provocano disfunzione e morte cellulare.

## Tossicità
Per quanto riguarda la tossicità, nei ratti la LD50 è di 561 mg/kg per somministrazione intravenosa indicando che l'acido rosmarinico non ha particolare tossicità: infatti non è considerato né tossico né genotossico. È stata anche valutata l'azione citotossica sulle cellule HepG2 in coltura. In questo modello sperimentale, l'acido rosmarinico fino alla concentrazione 0,7 mM non ha evidenziato una significativa azione citotossica anche se, aumentando la concentrazione, si è evidenziata un'inibizione della crescita cellulare, con una relazione concentrazione-dipendente.